# Andreï Bachkirov
Pour les articles homonymes, voir Bachkirov.
Andreï Valerievitch Bachkirov (en russe : Андрей Валерьевич Башкиров (Andrej Valer’evič Baškirov) et en anglais : Andrei Bashkirov), né le 22 juin 1970 à Chelekhov en URSS, est un joueur professionnel russe de hockey sur glace.

## Carrière de joueur
Andreï Bachkirov rejoint le continent nord-américain au début de la saison 1993-1994, s’engageant avec les Checkers de Charlotte dans l’ECHL. Il joue quatre saisons dans cette ligue, dont deux avec les Checkers et deux avec le Blizzard de Huntington. Il joue aussi un match avec les Bruins de Providence au cours de la saison saison 1993-1994. Au cours de la saison 1996-1997, il découvre la Ligue internationale de hockey avec les Vipers de Détroit et le Thunder de Las Vegas. Durant la saison 1997-1998, il quitte Las Vegas pour les Komets de Fort Wayne. À la fin de cette saison, il est choisi par les Canadiens de Montréal à la 132e position du repêchage d’entrée dans la LNH. Il partage ensuite la saison 1998-1999 entre les Komets de Fort Wayne et les Canadiens de Fredericton dans la Ligue américaine. Au cours de cette même saison, les Canadiens de Montréal lui donne une première chance dans la Ligue nationale, jouant dix matchs. Bachkirov passe la plus grande partie de la saison 1999-2000 avec le club ferme des Canadiens, les Citadelles de Québec, dans la LAH, ne participant qu’à deux matchs avec Montréal. Après une autre saison passée en grande majorité dans la LAH, Bachkirov revient en Europe.
Il s’engage alors avec le club suisse du Lausanne HC, qui milite en Ligue nationale A. Il dispute environ trois saisons et demie avec le club vaudois, sans parvenir à disputer les séries pour le titre, avant de rentrer en Russie, au Severstal Tcherepovets. Il revient au début de la saison 2004-2005 au Lausanne HC, qui a été relégué en Ligue nationale B. L’aventure tourne court et il s’engage, après cinq matchs, avec le HC Fribourg-Gottéron. Il revient à nouveau à Lausanne au début de la saison suivant, mais quitte le club après quatre rencontres pour rentrer en Russie, à l’Avangard Omsk, qui évolue en Superliga. Il rejoint pour la saison suivante le MVD Tver. Après une saison dans la banlieue de Moscou, il rejoint le Sibir Novossibirsk dans la nouvelle Ligue continentale, où il vit une mauvaise expérience, ne voyant sa famille que très rarement.
Après une saison dans la KHL, Bachkirov revient en Suisse, d’abord au SC Langenthal, où il signe pour un mois et joue sans être payé, n’étant que défrayé pour ses repas et ses trajets. Il est ensuite prêté à l’EV Zoug, afin de remplacer Josh Holden, suspendu pour trois matchs. Il met ensuite un terme à sa carrière.

## Trophées et honneurs personnels
- ECHL
  - 1997 : nommé meilleur joueur du Match des étoiles.

## Statistiques
| Saison           | Équipe                    | Ligue            |     | Saison régulière | Saison régulière | Saison régulière | Saison régulière | Saison régulière |   | Séries éliminatoires | Séries éliminatoires | Séries éliminatoires | Séries éliminatoires | Séries éliminatoires |
| Saison           | Équipe                    | Ligue            | PJ  | B                | A                | Pts              | Pun              | PJ               | B | A                    | Pts                  | Pun                  |                      |                      |
| 1990-91          | Iermak Angarsk            | URSS 3           |     |                  |                  |                  |                  |                  |   |                      |                      |                      |                      |                      |
| 1991-1992        | Khimik Voskressensk       | Superliga        | 11  | 2                | 0                | 2                | 4                | -                | - | -                    | -                    | -                    |                      |                      |
| 1992-93          | Iermak Angarsk            | Pervaïa Liga     |     |                  |                  |                  |                  |                  |   |                      |                      |                      |                      |                      |
| 1993-1994        | Checkers de Charlotte     | ECHL             | 62  | 28               | 42               | 70               | 55               | 3                | 1 | 0                    | 1                    | 0                    |                      |                      |
| 1993-1994        | Bruins de Providence      | LAH              | 1   | 0                | 0                | 0                | 2                | -                | - | -                    | -                    | -                    |                      |                      |
| 1994-1995        | Checkers de Charlotte     | ECHL             | 61  | 19               | 27               | 46               | 20               | 3                | 0 | 0                    | 0                    | 0                    |                      |                      |
| 1995-1996        | Blizzard de Huntington    | ECHL             | 55  | 19               | 39               | 58               | 35               | -                | - | -                    | -                    | -                    |                      |                      |
| 1996-1997        | Blizzard de Huntington    | ECHL             | 47  | 29               | 41               | 70               | 12               | -                | - | -                    | -                    | -                    |                      |                      |
| 1996-1997        | Vipers de Détroit         | LIH              | 2   | 0                | 0                | 0                | 0                | -                | - | -                    | -                    | -                    |                      |                      |
| 1996-1997        | Thunder de Las Vegas      | LIH              | 27  | 10               | 12               | 22               | 0                | 2                | 0 | 0                    | 0                    | 0                    |                      |                      |
| 1997-1998        | Border Cats de Port Huron | UHL              | 3   | 1                | 3                | 4                | 0                | -                | - | -                    | -                    | -                    |                      |                      |
| 1997-1998        | Thunder de Las Vegas      | LIH              | 15  | 2                | 3                | 5                | 5                | -                | - | -                    | -                    | -                    |                      |                      |
| 1997-1998        | Komets de Fort Wayne      | LIH              | 65  | 28               | 48               | 76               | 16               | 4                | 2 | 2                    | 4                    | 2                    |                      |                      |
| 1998-1999        | Komets de Fort Wayne      | LIH              | 34  | 11               | 25               | 36               | 10               | -                | - | -                    | -                    | -                    |                      |                      |
| 1998-1999        | Canadiens de Fredericton  | LAH              | 13  | 7                | 5                | 12               | 4                | -                | - | -                    | -                    | -                    |                      |                      |
| 1998-1999        | Canadiens de Montréal     | LNH              | 10  | 0                | 0                | 0                | 0                | -                | - | -                    | -                    | -                    |                      |                      |
| 1999-2000        | Citadelles de Québec      | LAH              | 78  | 28               | 33               | 61               | 17               | 3                | 0 | 3                    | 3                    | 0                    |                      |                      |
| 1999-2000        | Canadiens de Montréal     | LNH              | 2   | 0                | 0                | 0                | 0                | -                | - | -                    | -                    | -                    |                      |                      |
| 2000-2001        | Citadelles de Québec      | LAH              | 53  | 17               | 25               | 42               | 6                | 6                | 1 | 1                    | 2                    | 0                    |                      |                      |
| 2000-2001        | Canadiens de Montréal     | LNH              | 18  | 0                | 3                | 3                | 0                | -                | - | -                    | -                    | -                    |                      |                      |
| 2001-2002        | Lausanne HC               | LNA              | 32  | 7                | 19               | 26               | 8                | 5                | 0 | 6                    | 6                    | 2                    |                      |                      |
| 2002-2003        | Lausanne HC               | LNA              | 43  | 10               | 20               | 30               | 14               | -                | - | -                    | -                    | -                    |                      |                      |
| 2003-2004        | Lausanne HC               | LNA              | 48  | 24               | 31               | 55               | 10               | 12               | 6 | 8                    | 14                   | 16                   |                      |                      |
| 2004-2005        | Lausanne HC               | LNA              | 20  | 6                | 6                | 12               | 29               | -                | - | -                    | -                    | -                    |                      |                      |
| 2004-2005        | Severstal Tcherepovets    | Superliga        | 22  | 1                | 2                | 3                | 0                | -                | - | -                    | -                    | -                    |                      |                      |
| 2005-2006        | Lausanne HC               | LNB              | 5   | 1                | 1                | 2                | 2                | -                | - | -                    | -                    | -                    |                      |                      |
| 2005-2006        | Fribourg-Gottéron         | LNA              | 18  | 3                | 11               | 14               | 6                | -                | - | -                    | -                    | -                    |                      |                      |
| 2006-2007        | Lausanne HC               | LNB              | 4   | 3                | 1                | 4                | 2                | -                | - | -                    | -                    | -                    |                      |                      |
| 2006-2007        | Avangard Omsk             | Superliga        | 32  | 6                | 6                | 12               | 2                | 11               | 1 | 0                    | 1                    | 4                    |                      |                      |
| 2007-2008        | MVD Tver                  | Superliga        | 57  | 15               | 19               | 34               | 32               | 3                | 1 | 0                    | 1                    | 0                    |                      |                      |
| 2008-2009        | Sibir Novossibirsk        | KHL              | 26  | 0                | 1                | 1                | 2                | -                | - | -                    | -                    | -                    |                      |                      |
| 2009-2010        | SC Langenthal             | LNB              | 8   | 2                | 2                | 4                | 4                | -                | - | -                    | -                    | -                    |                      |                      |
| 2009-2010        | EV Zoug                   | LNA              | 3   | 0                | 1                | 1                | 0                | -                | - | -                    | -                    | -                    |                      |                      |
| Totaux Superliga | Totaux Superliga          | Totaux Superliga | 111 | 22               | 28               | 50               | 34               | 14               | 2 | 0                    | 2                    | 4                    |                      |                      |
| Totaux LNA       | Totaux LNA                | Totaux LNA       | 164 | 50               | 88               | 138              | 67               | 17               | 6 | 14                   | 20                   | 18                   |                      |                      |
| Totaux LNB       | Totaux LNB                | Totaux LNB       | 17  | 6                | 4                | 10               | 8                | -                | - | -                    | -                    | -                    |                      |                      |
| Totaux LNH       | Totaux LNH                | Totaux LNH       | 30  | 0                | 3                | 3                | 0                | -                | - | -                    | -                    | -                    |                      |                      |
| Totaux LAH       | Totaux LAH                | Totaux LAH       | 92  | 35               | 38               | 73               | 23               | 9                | 1 | 4                    | 5                    | 0                    |                      |                      |
| Totaux LIH       | Totaux LIH                | Totaux LIH       | 143 | 51               | 88               | 139              | 31               | 6                | 2 | 2                    | 4                    | 2                    |                      |                      |
| Totaux ECHL      | Totaux ECHL               | Totaux ECHL      | 225 | 95               | 149              | 244              | 92               | 8                | 1 | 0                    | 1                    | 0                    |                      |                      |

| Année | Compétition |   | PJ | B | A | Pts | Pun       |  | Résultat |
| 2004  | CM          | 6 | 2  | 0 | 2 | 2   | 10e place |  |          |

### Statistiques de roller-hockey
| Saison | Équipe                   | Ligue |    | Saison régulière | Saison régulière | Saison régulière | Saison régulière | Saison régulière |   | Séries éliminatoires | Séries éliminatoires | Séries éliminatoires | Séries éliminatoires | Séries éliminatoires |
| Saison | Équipe                   | Ligue | PJ | B                | A                | Pts              | Pun              | PJ               | B | A                    | Pts                  | Pun                  |                      |                      |
| 1994   | Rage de Portland         | RHI   | 17 | 12               | 25               | 37               | 20               |                  |   |                      |                      |                      |                      |                      |
| 1995   | River Rats de Sacramento | RHI   | 9  | 6                | 18               | 24               | 0                |                  |   |                      |                      |                      |                      |                      |